# 오야촌 (도치기현)
오야촌(大谷村)은 도치기현의 남부, 시모쓰가군에 속했던 촌이다.

## 역사
- 1889년 4월 1일 - 정촌제 시행에 의해 시모쓰가군 오야촌이 성립하였다.
- 1954년 3월 31일 - 오야마정과 합병해 오야마시가 되었다.

## 인구
- 1920년...5,519명
- 1925년...5,871명
- 1930년...6,130 명
- 1935년...6,417 명
- 1940년...6,782명
- 1947년...9,987명
- 1950년...10,155명